# Zlin Z-135 Heli Trener
Zlin Z-135 — прототип легкого багатоцільового вертольота, створений в Чехословаччині, на заводі Moravan, n. p.. Прототип активно випробовувався і доопрацьовувався протягом 1960-1972 років, проте через згортання вертольотобудівних програм в країні, проєкт було закрито. Під час випробувань було встановлено національний рекорд Чехословаччини з висоти польоту вертольоту. Експериментальна машина досягла висоти 5340 метрів.
Єдиний створений екземпляр зберігся і перебуває в постійній експозиції Музею авіації Кбелі, поблизу Праги.

## Історія

### Z-35
Наприкінці 50-х років XX століття, на заводі Moravan в Отроковицях, в ініціативному порядку, було створено проєкт легкого вертольоту, який носив назву Z-35HT (HT розшифровувалось як Heli-Trener). Проєкт вирізнявся нетрадиційним розміщенням двигуна і як наслідок специфічною конструкцією приводу повітряних гвинтів. Двигун було розміщено внизу в передній частині кабіни. Ця особливість навіть була захищена окремим патентом, оформленим керівником проєкту, Яном Мікулою.

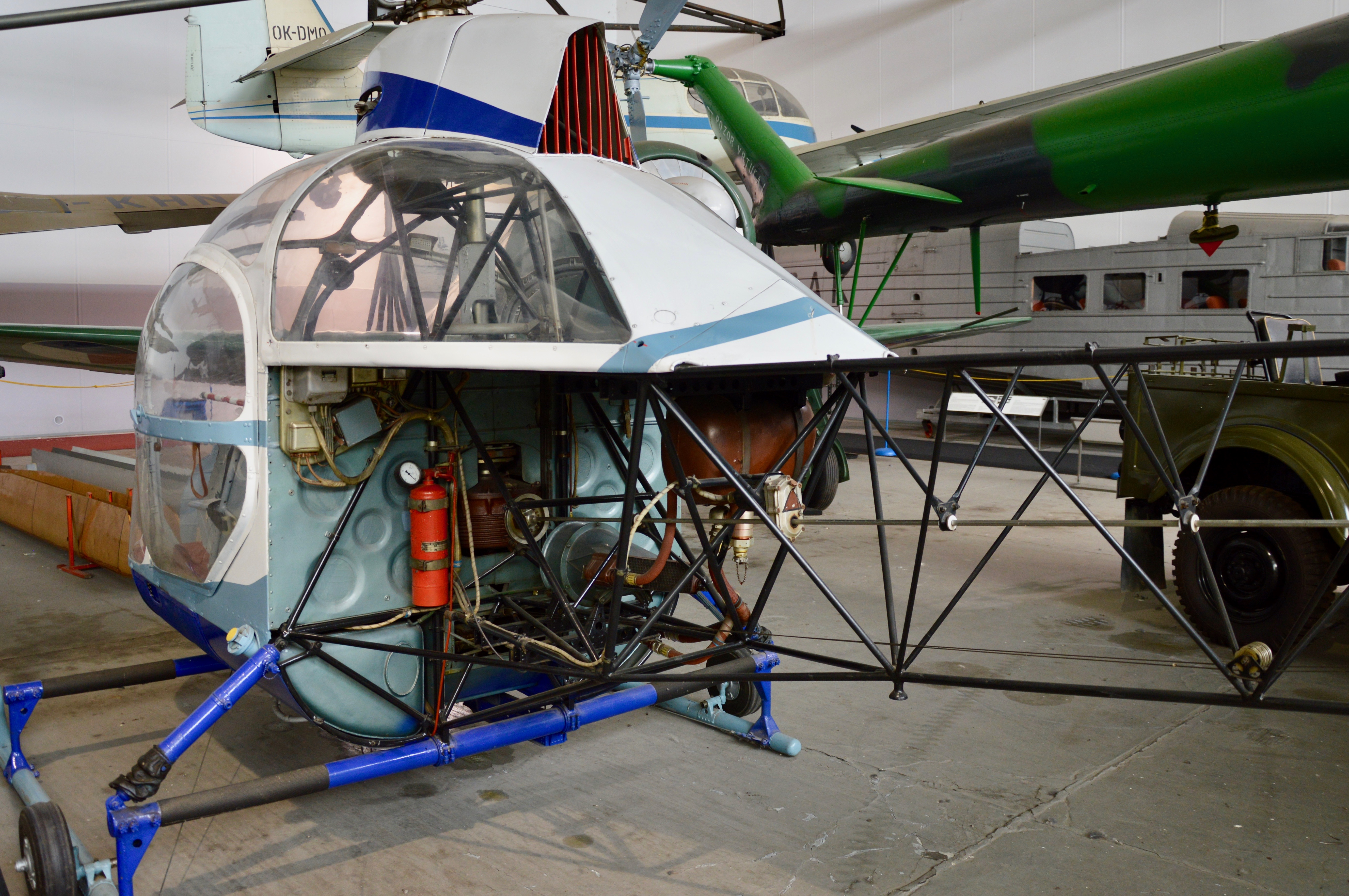
Z-135 в Музей авіації Кбелі, вигляд ззаду. Відсутній задній обтічник фюзеляжу, така конфігурація вважалася стандартною

Прототип з кабіною і дверима, але без задньої частини фюзеляжу отримав реєстраційний номер OK-045 і в травні 1960 року розпочав наземні випробування. За свідченнями очевидців гелікоптер вперше піднявся в повітря 27 вересня 1960 року, але це був не перший політ, а скоріше невеликий стрибок на висоту близько 20 сантиметрів, здійснений в процесі наземних випробувань. Офіційно ж перший політ гелікоптер здійснив 7 жовтня 1960 року, під управлінням пілота Науково-дослідного і випробувального авіаційного інституту (VZLU) — Їржі Блахи. Базові льотні випробування тривали до травня 1962 року, за цей час вертоліт здійснив 127 польотів загальною тривалістю 16 годин 21 хвилину. Під час цих польотів машиною керували досвідчені пілоти-випробувачі VZLU.
Перед наступним етапом випробувань було реалізовано ряд незначних модифікацій для усунення зауважень пілотів. Окрім цього на вертоліт було встановлено обтічники задньої частини фюзеляжу і редуктора несучого гвинта. Всі подальші випробування виконували вже власні пілоти заводу Moravan. Після встановлення обтічників, виявились неприємні зміни в поведінці вертольота, при зависанні поблизу землі. Машина могла спонтанно переходити від режиму зависання до стрімкого обертання навколо вертикальної осі, то вправо, то вліво. Було встановлено, що це було викликано завихреннями повітря, що відбивалися від землі, і впливали на задній обтічник фюзеляжу, залежно від положення органів керування та напрямку вітру надаючи вертольоту обертального імпульсу в той чи інший бік. Після зняття обтічника із задньої частини фюзеляжу ця неприємна поведінка зникла. Відтоді стандартною конструкцією було вирішено вважати вертоліт з обтічником редуктора несучого гвинта, але без кришки хвостової частини.
В історії випробувань Heli Trener також мала місце незначна авіатроща. Під час випробування з приземлень на різних висотах, відбувалися польоти у Високих Татрах. 28 липня 1963 року Z-35 пролетів над Попрадським Ставом і намагався здійснити приземлення безпосередньо на березі. В той момент, коли хвіст вертольота ще був над водою, а кабіна була вже над берегом, машина різко просіла по висоті і зачепила хвостовим гвинтом поверхню води. Хвостовий гвинт був повністю знищений, кінець хвостової балки деформований, редуктор хвостового гвинта відірвано. Однак висота була незначною і ніхто не постраждав. Машину відновили, перший політ після відновлення здійснили вже 11 вересня 1963 року. Випробування продовжувались до кінця 1964 року, проте рішення про серійне виробництво так і не було прийнято. Останній політ, в конфігурації Z-35 було здійснено 29 вересня 1964 року. Загалом XZ-35 налітав 75 годин 47 хвилин, додатково ще 62 години 14 хвилин двигун гелікоптера працював під час наземних випробувань.

### Z-135
Радянська делегація, що відвідувала завод Moravan, з метою замовлення пілотажних літаків Zlin Trener, також була ознайомлена з прототипом Heli Trener, і висловила своє захоплення машиною. Радянські спеціалісти стверджували, що такий літак має великі перспективи в СРСР, і єдине на що вони нарікали — це був заслабкий двигун. Керівництво заводу вирішило спробувати врятувати проєкт, і вдихнути в нього нове життя, за допомогою більш потужного двигуна. Вже до кінця року було завершено технічний проєкт перебудови гелікоптера в нову версію, яка отримала назву Z-135. Внесення змін в прототип відбувалось в першому півріччі 1965 року. 
24 червня 1965 року, заводський пілот Властіміл Берг вперше підняв у повітря модифікацію Z-135 з новим двигуном. Під час перших польотів відзначалися сильні вібрації несучого гвинта, дослідження показали, що гвинт був замалим для нового більш потужного двигуна. Несучий гвинт збільшили, наростивши лопаті до діаметру 9 метрів. 4 вересня 1965 року новий несучий гвинт було встановлено на машину, а вже 6 вересня, було виконано перший політ в цій конфігурації. Вібрації вдалося побороти і всі подальші випробування Z-135 відбувалися з новим 9-метровим несучим гвинтом.
Випробування проводились ще деякий час, проте значного прориву досягнуто не було. До закриття програми випробувань Heli Trainer налітав загалом 86 годин 3 хвилини, з яких польоти модифікації Z-135 склали 10 годин 16 хвилин. Наземні випробування тривали в цілому 78 годин 25 хвилин, з них 16 годин 11 хвилин в модифікації Z-135. Останній політ виконав Властіміл Берг 29 жовтня 1969 року.
Була ще одна спроба відродити цей проєкт, впродовж 1969-1972 років прототип було модифіковано за проєктом Z-135A, який передбачав встановлення повністю нового повітряного гвинта діаметром 10 метрів, який мав повністю реалізувати збільшену потужність нового двигуна. Кормову частину вертольоту було подовжена на 64 сантиметри, посилено ряд вузлів і агрегатів. Проте в новій модифікації вертоліт жодного разу не піднімався в повітря. Всі вертольотобудівні програми Чехословаччини були згорнуті на користь імпорту радянських вертольотів. Єдиний створений прототип був законсервований і переданий в експозицію авіаційного музею в Кбелі в 1974 році.

## Загальний опис
Легкий, двомісний, гелікоптер загального призначення. Кабіна суцільнометалева з великою площею засклення, двигун розташований в моторному відсіку внизу в передній частині кабіни. Хвостова балка виконана у вигляді просторового каркасу зі сталевих труб. Несучий гвинт трилопатевий з дерев'яними лопатями, діаметром 8,8 метрів. Кермовий гвинт дволопатевий, також виконаний з дерева. Шасі гелікоптера складалося з нерухомих полоз, в задній частині яких були встановлені невеликі колеса.
Через брак коштів, конструкторам довелося запозичити багато готових рішень з інших вертольотів і літаків того часу. Силову установку складав перевернутий поршневий, чотирициліндровий авіаційний двигун Walter M332, що щироко використовувався на легких літаках чехословацького виробництва. Несучий і кермовий гвинти в незмінному вигляді запозичили від серійного гелікоптера Aero HC-2 Heli Baby, конструкцію хвостової балки і шасі скопіювали з Bell 47.

### Основні характеристики
|                          | Z-35                  | Z-135                 |
| ------------------------ | --------------------- | --------------------- |
| Екіпаж:                  | 1+1 (пілот + пасажир) | 1+1 (пілот + пасажир) |
| Довжина:                 | 8,22 м                | 9,00 м                |
| Висота:                  | 2,58м                 | 2,58м                 |
| Ширина:                  | 2,08 м                | 2,08 м                |
| Вага порожнього:         | 465 кг                | 503 кг                |
| Максимальна злітна вага: | 725 кг                | 736 кг                |
| Двигун:                  | Walter M-332          | Walter M-337          |
| Несучий гвинт:           | 8,8 м (3-лопатевий)   | 9,0 м (3-лопатевий)   |
| Кермовий гвинт:          | 1,4 м (2-лопатевий)   | 1,4 м (2-лопатевий)   |

### Льотні характеристики
|                        | Z-35       | Z-135      |
| ---------------------- | ---------- | ---------- |
| Максимальна швидкість: | 130 км/год | 130 км/год |
| Крейсерська швидкість: | 110 км/год | 110 км/год |
| Практична стеля:       | 3850 м     | 3550 м     |
| Швидкопідйомність:     | 5 м/с      | 4 м/с      |
| Дальність польоту:     | 320 км     | 250 км     |

### Двигуни

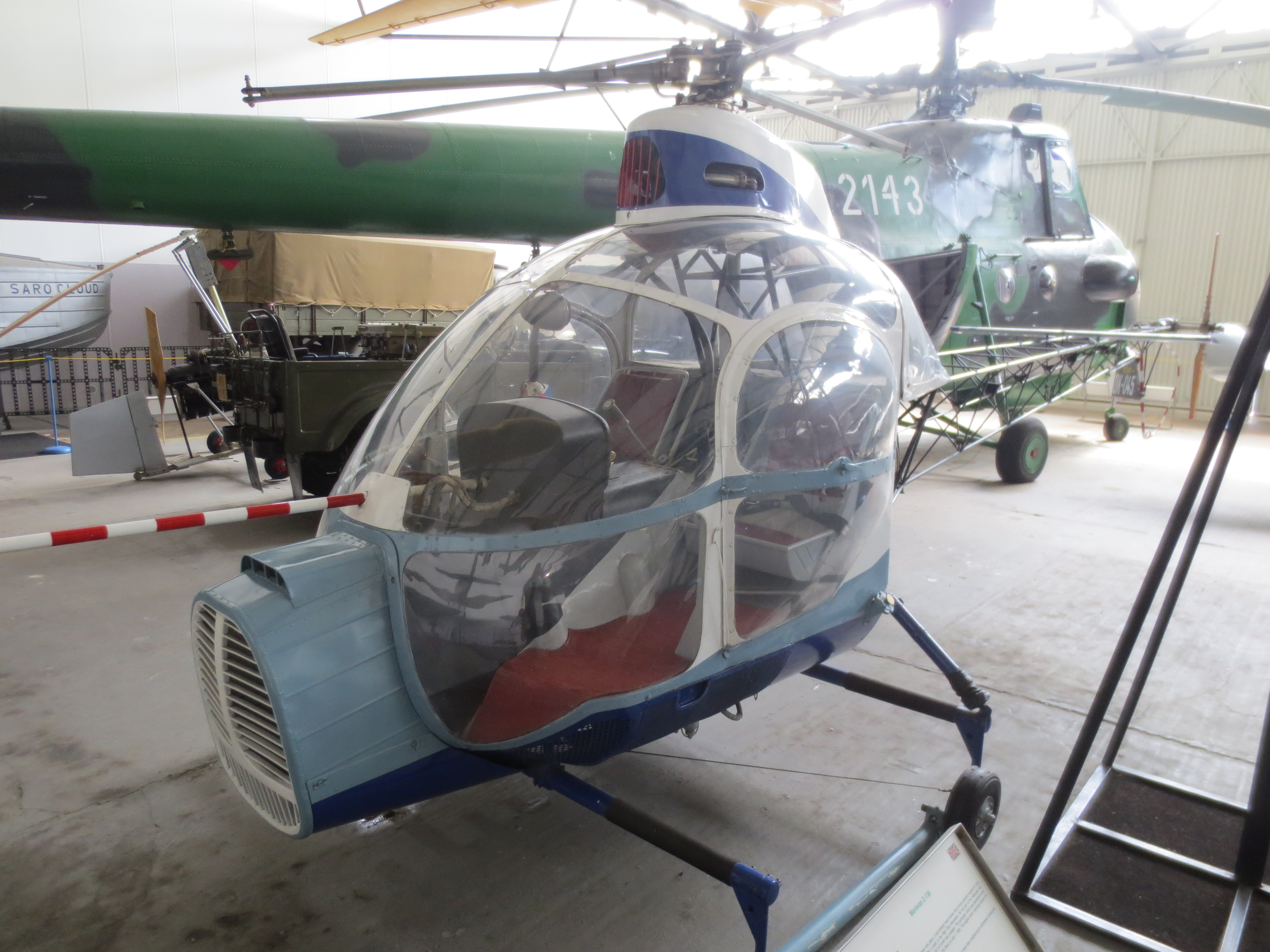
Z-135 в музеї авіації Кбелі, добре помітний виступ в носовій частині, який прикривав новий двигун Walter M-337

На прототипі було використано два різних двигуна, обидва представники лінійки Walter Minor. Від початку прототип створювався під чотирициліндровий двигун Walter M-332. Двигун повністю був заглиблений в моторний відсік, всередині вертольота і передня частина кабіни мала кулеподібну обтічну форму. Згодом, після численних польотів і випробувань, було прийнято рішення, що для успіху цього проєкту потрібно значно наростити потужність машини. Тоді на вертоліт було встановлено топовий шестициліндровий двигун з лінійнки Walter Minor — Walter M-337. Через значно більшу довжину, двигун не помістився повністю в моторний відсік і кабіну вертольота довелося видозмінювати. Таким чином у вертольота з'явився характерний виступ в носовій частині.
|                         | Walter M-332                               | Walter M-337                               |
| ----------------------- | ------------------------------------------ | ------------------------------------------ |
| Фізичні параметри       |                                            |                                            |
| Діаметр циліндра:       | 105 мм                                     | 105 мм                                     |
| Хід поршня:             | 115 мм                                     | 115 мм                                     |
| Кількість циліндрів:    | 4                                          | 6                                          |
| Робочий об'єм:          | 3,98 л                                     | 5,97 л                                     |
| Висота                  | 628 мм                                     | 639 мм                                     |
| Ширина                  | 425 мм                                     | 399 мм                                     |
| Довжина                 | 1102 мм                                    | 1344 мм                                    |
| Вага двигуна:           | 102 кг                                     | 140 кг                                     |
| Технічні характеристики |                                            |                                            |
| Компресія:              | 6,3:1                                      | 6,3:1                                      |
| Номінальна потужність:  | 115 к.с. при 2500 об/хв                    | 170 к.с. при 2600 об/хв                    |
| Максимальна потужність: | 140 к.с. при 2700 об/хв                    | 210 к.с. при 2750 об/хв                    |
| Питома витрата палива:  | 0,205 кг/(к.с.·год)                        | 0,215 кг/(к.с.·год)                        |
| Рекомендоване паливо:   | авіаційний бензин з октановим числом 72-78 | авіаційний бензин з октановим числом 72-78 |